# Armando Diena
Armando Diena est un footballeur italien, né le 8 avril 1914 à Turin au Piémont et mort le 1er juillet 1985 à Gênes. Il joue au poste de milieu de terrain à Novare Calcio, à la Juventus FC et à l'Ambrosiana Inter dans les années 1930.
Il était surnommé Diena II pour le distinguer de son frère aîné Ferruccio Diena dit Diena I.

## Biographie
Durant sa carrière, Diena II, plus doué techniquement que son frère, n'a joué que dans trois clubs, tout d'abord au Novare, puis à la Juventus son club formateur (où il dispute son premier match le 18 novembre 1934 lors d'un succès 1-0 contre l'Ambrosiana-Inter), et enfin à l'Ambrosiana-Inter.

## Palmarès
Armando Diena remporte avec la Juventus FC le championnat d'Italie en 1935.